# Gajusz Syliusz
Gaius Silius (ur. ok. 13 n.e., zm. jesienią 48 n.e.) – senator rzymski wyznaczony na konsula w 49 n.e., stracony przez cesarza Klaudiusza za związki z cesarzową Walerią Messaliną w 48 n.e.
Był synem Gajusza Syliusza Aulusa Cecyny Largusa konsula w 13 n.e., pogromcy Sakrowira i Sozji Galli. Jest opisywany w starożytnych źródłach jako inteligentny, szlachetny i atrakcyjny mężczyzna. Jego ojciec, przyjaciel Germanika, oraz matka, przyjaciółka Agrypiny Starszej, zostali oskarżeni przez Tyberiusza w 24 n.e. o zbrodnię obrazy majestatu. 
Gajusz Syliusz poślubił Junię Lepidę Sylanę z arystokratycznego rodu i został wprowadzony do senatu krótko przed 47. W tym roku zażądał w senacie zaostrzenia przepisów lex Cincia, zakazując przyjmowania pieniędzy lub darowizn w zamian za prowadzenie sprawy. Jego celem było pognębienie przeciwnika w osobie Publiusza Suilliusza Rufusa, który oskarżał wielu klientów Syliusza. Senat zgodził się z jego wnioskiem, ale zanim złożono formalny projekt, osoby zagrożone oskarżeniem na podstawie nowego prawa, wśród nich też Suilliusz Rufus z powodzeniem złożyły odwołanie do Klaudiusza, by zmieniono ustawę przez ustalenie maksymalnej opłaty, która może zostać pobrana. Syliusz został wyznaczony na konsula w 48 (najpewniej na kolejny rok).
Zauroczony przez cesarzową Messalinę został jej kochankiem. Messalina zmusiła Syliusza do rozwodu i poślubienia jej (czym dopuściła się bigamii) wobec świadków, w czasie gdy Klaudiusz przebywał w Ostii. Ponieważ Syliusz był bezdzietny, zamierzał adoptować Brytanika. Narcyz ujawnił małżeństwo Messaliny i jej plany zamordowania Klaudiusza. Cesarz nakazał egzekucję Syliusza, który nie bronił się w czasie rozprawy. Razem z nim w 48 n.e. została zgładzona Messalina.
Była żona Syliusza, Junia Sylana, została przyjaciółką Agrypiny Młodszej, ale później stały się zaciekłymi rywalkami. Najprawdopodobniej z powodu machinacji Agrypiny została wygnana i zmarła w Tarencie w 59 n.e.

## Źródła
- Kasjusz Dion: Historia rzymska.
- Swetoniusz: Żywoty Cezarów. Przekład i wstęp Janina Niemirska-Pliszczyńska, przedmowa Józef Wolski. Wrocław: Zakład Narodowy im. Ossolińskich, 1987. ISBN 83-04-01648-6.
- Tacyt: Dzieła. Tłumaczenie Seweryn Hammer. Warszawa: Czytelnik, 2004. ISBN 83-07-02993-7.